# Ribeira Dom João
Ribeira Dom João (crioll capverdià Ribéra Don Jon) és una vila al nord-est de l'illa de Maio a l'arxipèlag de Cap Verd. Destaca per les seves platges